# Treinramp in Buenos Aires
De treinramp in Buenos Aires vond plaats op 22 februari 2012 in het Estación Once de Septiembre in Buenos Aires, Argentinië. Bij deze ramp vielen 51 doden en circa 703 gewonden.

## Verloop van de gebeurtenissen
De trein kwam met een te hoge snelheid het station binnen en ramde het stootblok met een vaart van circa 26 kilometer per uur. De trein had ongeveer 1000 passagiers aan boord. Het vooroprijdende stuurstandrijtuig en de drie volgende rijtuigen schoven in elkaar. Een van de rijtuigen werd bijna zes meter in het volgende gedrukt.
Het was de ergste treinramp in Argentinië sinds de treinramp bij Benavídez in 1970, waarbij 200 doden vielen.

## Oorzaak
Een defecte rem lag aan de basis van het ongeval. Voor administratief wanbeheer en het creëren van een publiek gevaar werden 21 beklaagden veroordeeld. Onder hen waren twee voormalige ministers van transport, de concessiehouders van de treinmaatschappij en de treinbestuurder.